# 심청전
심청전(심쳥젼, 沈淸傳)은 연대 미상, 작가 미상인 한국의 고전소설이다. 심청전의 뼈대가 된 효녀 설화는 신라시대의 거타지 설화(居陀知說話)와 경상북도 경주의 연권녀 설화(또는 효녀 지은 설화), 개안 설화, 관음사 연기 설화(옥과현 성덕산 관음사 사적)로 거슬러 올라간다.
신라시대의 거타지 설화는 진성여왕 때의 명궁(名弓) 거타지에 관한 설화이고 연권녀 설화(효녀 지은 설화)는 한성부에 거주하던 맹인 심씨의 이야기, 위선적인 양반들의 태도에 대한 희화화와 조롱을 곁들인 설화이다.

## 개요
심청전은 춘향전과 함께 많은 독자들에게 사랑을 받으며 읽혀졌던 고소설 작품이다. 그런데 이 작품의 작자는 알려져 있지 않다.
이 작품의 주인공 심청은 가난한 봉사 심학규의 딸로 태어나서 일찍 어머니를 여의고, 눈먼 아버지의 보살핌으로 자란 뒤에 아버지를 지성으로 모셨다. 심청은 공양미 300석을 부처님께 바치면 아버지가 눈을 뜰 수 있다는 말을 듣고, 항해의 안전을 기원하는 제의의 제물로 자기 몸을 팔았다. 심청은 인당수(印塘水)에서 물에 빠졌는데, 용왕이 심청을 연꽃에 태워 다시 인당수로 보냈다. 그때 마침 이곳을 지나던 뱃사람들이 이 연꽃을 임금님께 바쳤다. 연꽃에서 나온 심청은 왕과 혼인하였다. 왕비가 된 심청은 고향을 떠나 떠도는 아버지를 찾기 위해 맹인 잔치를 열었는데, 맹인 잔치에 온 아버지는 딸을 만나자 반가움과 놀라움에 눈을 떴다.
아버지를 위하여 갸륵한 정성과 자기의 모든 것을 바친 심청의 효성은 많은 사람을 감동시켰다. 이 이야기에서 효는 사람이 지켜야 할 최고의 도덕적 가치로 여겨지고, 이를 실천하면 사람과 신은 물론 동식물까지도 감동하게 된다. 또한 작품 전반부의 경우 장애를 가진 홀아버지와 함께 빈곤한 삶을 이어나갔던 심청이 선택할 수밖에 없었던 처절한 현실을 그대로 보여주고 있다.
이 작품은 조선 후기에 형성되어 많은 독자들에게 감동을 주었다. 이 작품은 지금도 고소설을 사랑하는 사람들에게 널리 읽혀지고 있다. 이 작품은 우리의 민족 예술이라고 하는 판소리로도 불린다. 또 창극, 영화 등으로 재구성되어 많은 사람들에게 감동을 주었다.

## 전래
＜심청전＞은 필사본(筆寫本), 판각본(板刻本), 활자본(活字本)으로 전해오는데, 모두 80여 종이 된다. 판각본은 ‘한남본 계열’, ‘송동본 계열’, ‘완판본 계열’로 나눌 수 있다.
‘한남본 계열’은 간소한 내용을 단순하고 차분하게 구성하였다. 문체는 간결하고 소박한 산문체로 되어 있다. 배경은 명나라 시대의 남군 땅으로 되어 있다. 등장인물 중 심 봉사의 이름은 ‘심현’, 그의 처는 ‘정씨’라고 하였다. 한남본 계열의 이본에는 장 승상 부인, 뺑덕 어미, 안씨 맹인 이야기가 나오지 않는다.
‘송동본 계열’은 문장이 율문체로 되어 있다. 배경은 송나라 시대의 황주 도화동으로 되어 있다. 심 봉사의 이름은 ‘심학규’, 그의 처는 ‘곽씨’라고 하였다. 여기에는 곽씨 부인이 아기를 갖게 해달라고 비는 이야기, 심 봉사가 순산과 아기의 장래를 축원하는 이야기, 뺑덕 어미 이야기, 안씨 맹인 이야기 등 한남본 계열에 없는 내용이 첨가되어 있다. 이런 내용은 뒤에 나온 완판본과 활자본에 그대로 들어 있다.
‘완판본 계열’은 내용이나 문체 면에서 송동본과 대체적으로 같으나 몇 가지 차이점도 있다. 첫째, 완판본 계열에는 송동본에 없는 삽입 가요(揷入歌謠), 잔사설, 고사성어(故事成語), 한시(漢詩) 등이 많이 나온다. 둘째, 송동본에 없는 장 승상 부인 이야기가 나온다. 셋째, 심청이 배를 타고 인당수에 가기까지의 항해 경로와 오래전에 죽은 유명한 사람의 영혼을 만나는 이야기가 첨가되어 있다. 넷째, 맹인 잔치에 가는 심 봉사가 목동과 방아 찧는 여인을 만나고, ＜목동가＞와 ＜방아타령＞을 부르는 이야기가 첨가되어 있다. 다섯째, 심 봉사가 눈을 뜰 때 모든 맹인이 함께 눈을 뜨는 이야기, 심청이 아버지를 만난 후 행복하게 사는 이야기가 첨가되어 있다.
필사본 중에는 위에 적은 세 계열 중 어느 하나와 관련이 있는 이본도 있고, 두 계열의 내용이 함께 들어 있는 이본도 있다. 그런가 하면, 어느 한 계열과도 깊은 관련을 맺지 않은 이본도 있다.
활자본을 보면, 1912년에 ＜강상련(江上蓮)＞이 나왔다. 이것은 이해조가 완판본의 문장을 다듬고, 내용을 덧붙이거나 빼면서 신소설처럼 바꿔서 출판한 것이다. 1913년에는 신문관에서 ＜심청전＞이 나왔다. 이것은 한남본의 문장을 부분적으로 손질하고, 송동본의 뺑덕 어미 이야기를 첨가하여 간행한 것이다. 그 후에 여러 출판사에서 ＜심청전＞이 나왔는데, 대체적으로 ＜강상련＞을 약간씩 손질하여 간행하였다.
이처럼 ＜심청전＞은 여러 이본이 전해온다. 그런데 가장 널리 알려진 것은 완판본의 내용이다. 그동안 중학교 교과서에 ＜심청전＞의 일부분이 실렸는데, 그것은 이해조가 완판본을 고쳐 쓴 ＜강상련＞이다.

## 등장인물

### 심청
자신의 처지나 목숨보다 아버지의 건강과 안녕을 염려하는 희생 정신이 강한 인물로, 조상들의 권선징악적 사고를 잘 드러낸다. 효심이 깊다.

### 심봉사
심청의 아버지로 앞을 보지 못한다. 힘없는 양반가의 인물로 부인이 일찍 죽자 젖동냥을 해 가며 딸을 키운다. 후에 심청의 효에 감복한 용왕이 눈을 뜨게 해준다. 

### 곽씨 부인
심봉사의 부인이자 심청의 어머니로 심청을 낳자마자 병으로 세상을 떠난다.

### 뺑덕 어미
욕심 많고 거짓말을 잘하는 세속적인 인물이다.

## 원과 형성

### 반신화화된 설화
심청전의 모태가 된 전설은 신라시대의 거타지 설화와 연권녀 설화로 알려진 효녀 지은 설화에서 유래한다. 또한 작품화되는 과정에서 조선 전기 한성부에 거주하던 심씨 성을 가진 맹인 전승도 삽입된 것으로 추정된다. 거타지 설화는 《삼국유사》 제2권 기이편(紀異篇) 제2조 '진성여왕 거타지조'에 수록되어 있는 신라 진성여왕 때의 명궁(名弓) 거타지에 관한 설화로 <심청전>의 원형이나 작제건설화의 유사한 설화로 보고 있다.

### 배경 설화 및 형성 과정
고소설 작품 중에는 당시에 민간에 전해오던 설화를 수용하여 구성한 작품이 많이 있다. <심청전> 역시 당시에 전해 오던 설화를 배경으로 하여 형성되었다. <심청전>의 여러 이본이 공통적으로 지니고 있는 내용 단락과 그 단락을 구성하는 데에 배경이 되었을 것으로 생각하는 설화를 적어 보면 다음과 같다.
① 심청의 출생 : 태몽(胎夢) 설화
② 심청의 성장과 효행 : 효행 설화, 인신공희(人身供犧) 설화
③ 심청의 죽음과 다시 살아남 : 재생(再生) 설화
④ 심청의 아버지 만남과 아버지의 눈 뜨기 : 개안(開眼) 설화
‘태몽 설화’는 부모가 이상한 꿈을 꾸고 주인공을 낳는다는 내용의 설화다. 태몽 설화는 역사적으로 유명한 인물과 관련되어 많은 이야기가 전해온다. ‘효행 설화’는 여러 유형이 있다. 그런데 주인공이 지성으로 부모를 섬기자 이적(異蹟)이 일어나 효를 성취하고, 잘 살았다는 내용이 주를 이룬다. ‘인신공희 설화’는 마을의 평안과 풍요를 기원하는 제의에서 사람을 제물로 바치는 내용의 설화이다. 이 설화는 우리나라는 물론 다른 나라에서도 전해온다. ‘재생 설화’는 죽었던 사람이 다시 살아나 생명을 연장한다는 내용의 설화다. 재생의 양식으로는 부활(復活)과 환생(還生)이 많이 나타난다. ‘개안 설화’는 앞을 못 보던 사람이 눈을 뜬다는 내용의 설화다. 이 설화에서 장님은 아들·딸·며느리의 효성에 의해 눈을 뜬다. 이들 설화는 오래전부터 지금까지 전해오는 이야기로, 한국인의 다양한 의식을 잘 드러내고 있다. <심청전>의 작자(누구인지는 모르지만)는 이 작품의 각 단락을 구성하면서, 그 단락의 기능을 수행해 줄 수 있는 위 설화를 수용하여 작품의 효과를 올리도록 구성하였다. 그래서 이 작품은 우리의 문학적 전통 위에서 작품의 효과를 거둘 수 있게 되었다.
이 작품은 위에 적은 설화를 배경으로 하여 한남본이 먼저 형성되고, 이것이 판소리와 관계를 맺으면서 송동본, 완판본으로 변화하였을 것이다. 활자본은 그 뒤를 이어 나온 것이다. 그래서 심청전이 되었다.

## 구조
＜심청전＞의 내용 중 심청의 일생을 위에 적은 내용 단락을 중심으로 살펴보겠다.
① 심청의 출생 단락에서 심청은 본래 천상계의 선녀였는데, 이 세상으로 귀양 왔다고 했다. 이것은 심청의 전신(前身)이 선녀로, 비현실계의 존재였음을 말해준다.
② 심청의 성장과 효행 단락에서 심청은 현실계인 이 세상에서 부친의 양육으로 자라난다. 철을 안 뒤부터는 동냥, 품팔이를 하여 아버지를 봉양하다가 공양미 300석에 몸을 팔았다. 심청이 산 곳은 이 세상, 즉 현실계다.
③ 심청의 죽음과 다시 살아남 단락에서 심청은 항해의 안전을 비는 제의에서 해신(海神)에게 바치는 제물이 되어 인당수에 빠져 용궁으로 갔다. 심청이 간 용궁은 사람이 마음대로 갈 수 없는 비현실계다.
④ 심청의 아버지 만남과 아버지의 눈 뜨기 단락에서 심청은 이 세상에서 왕비가 된다. 그리고 뒤에 아버지를 만나 행복하게 살았다.
이처럼 심청은 비현실계의 존재인 선녀가 현실계인 지상으로 와서 심 봉사의 딸로 태어나서 자란다. 그리고 다시 비현실계인 용궁에 갔다가 다시 현실계로 돌아와 행복을 누린다. 그래서 ＜심청전＞의 배경 공간은 ‘비현실계→현실계→비현실계→현실계’로 바뀌어 순환한다. 그래서 이 작품은 심청의 일생을 중심으로 보았을 때 현실계와 비현실계가 서로 바뀌어 순환하는 순환구조를 보이고 있다.
이 작품의 내용을 심 봉사의 일생을 중심으로 하여 정리해 보면 다음과 같다.
㉮ 심 봉사는 어진 아내와 살면서 딸 심청을 낳아 그런대로 행복하게 살았다.
㉯ 심 봉사는 아내를 잃고, 딸마저 잃은 뒤에 슬픔과 고통의 나날을 보냈다.
㉰ 심 봉사는 왕비가 된 딸을 만나 눈을 뜬 뒤에 행복하게 살았다.
위에 적은 ㉮ 단락의 행복은 불완전한 것이다. ㉯ 단락에서 심 봉사는 아내의 죽음, 딸과의 이별 등 거듭되는 사건으로 더할 수 없는 슬픔과 고통을 받게 된다. 심 봉사의 슬픔과 불행은 매우 심각한 것이어서 이것이 변할 가망이 보이지 않는다. 그러나 ㉰ 단락에서 심 봉사의 불행은 끝이 나고, 행복한 생활이 계속된다. 이처럼 이 작품은 ㉮의 행복이 ㉯의 고난으로 바뀌고, 이것이 다시 ㉰의 행복으로 극복되어 행복한 상황이 지속될 때 끝을 맺는다. 그래서 행과 불행이 어느 한 상황으로 끝나는 것이 아니고, 두 가지 상황이 서로 바뀌면서 순환하는 순환구조를 보이고 있다.
이 작품에 나타나는 ‘현실계와 비현실계의 순환’, ‘행과 불행의 순환’은 모두 불행한 현실을 없애버리고, 행복이 가득한 새로운 현실을 만들려고 하는 의식을 바탕으로 하여 꾸며진 것이다. 한국인은 오늘의 고난과 불행이 내일에는 극복되어 행복하게 살 수 있다는 기대와 믿음을 지니고 있었다. 그래서 이런 작품을 만들어 즐기면서 내일의 행복에 대한 희망과 기대를 확인하고 다짐하였던 것이다.

## 배경이 된 곳
심청전의 배경이 된 곳이 어디인가를 알려면, 심청이 나서 자란 곳과 죽었다가 살아난 곳이 어디인가를 살펴보면 된다. 심청이 나서 자란 곳과 죽었다가 살아난 곳은 이본에 따라 다르지만, 대체적으로 ‘황주 도화동’과 ‘인당수’로 되어 있다.
심청이 나서 자란 ‘황주’는 중국의 황주일 것이라는 의견도 있지만, 한국의 황해도 황주로 보는 설이 더 우세하다. 심청이 빠져 죽었다가 살아났다고 하는 ‘인당수’는 어디일까? 황해도 서쪽 해안의 북위 38도 조금 위쪽에 서쪽으로 길게 뻗은 곶이 있는데, 이곳이 장산곶이다. 장산곶에서 남쪽으로 약 17km 떨어진 곳에 백령도가 있다. 장산곶과 백령도 중간쯤 되는 바다는 물살이 세기로 이름난 곳인데, 여기가 인당수다. 우리나라가 남북으로 갈라지기 이전에 이곳을 오가며 물고기를 잡던 어부들이나 뱃사람들은 예전부터 물살이 세기로 이름난 이곳을 인당수라고 불렀다고 한다.
백령도를 비롯한 대청도와 소청도 주민들 사이에는 오래전부터 “효녀 심청이 인당수에 빠졌다가 연꽃을 타고 물 위로 떠올랐는데, 그 연꽃이 남쪽으로 떠내려 오다가 백령도 남쪽에 있는 바위섬인 연봉바위에 와서 걸려 있었다. 이를 뱃사람들이 보고 임금님께 바쳤는데, 연꽃에서 나온 심청이 왕비가 되었다”는 내용의 ＜심청전설＞이, 6·25 전쟁이 시작된 뒤에 대한민국으로 온 사람들 말에 의하면, 이 전설은 지금은 조선민주주의인민공화국인 황해도 옹진, 장연 지역에서도 전해왔다고 한다.
심청전에서는 심청이 나서 자란 곳이 황해도 황주이고, 물에 빠진 곳이 백령도와 장산곶 사이에 있는 인당수라고 한다. ＜심청전＞에서는 심청을 태운 연꽃이 연봉바위에 걸려 있었다고 한다. 이 둘을 종합하면 다음과 같은 결론을 얻을 수 있다. 심청전의 배경이 된 곳은 황해도 황주(현 조선민주주의인민공화국), 장산곶과 백령도 사이의 인당수, 그리고 백령도(현 대한민국) 남쪽의 연봉바위를 잇는 지역이다.
백령도는 대한민국 행정구역상으로 인천광역시 옹진군 백령면으로 되어 있다. 인천 옹진군에서는 백령도가 심청전의 배경이 된 곳임을 기리고, 효행을 권장하는 뜻에서 진촌리 뒷산에 ‘심청각’을 세우고, 심청전과 관련된 자료를 전시하고 있다. 이곳에서 북쪽을 보면, 바닷물이 유난히 넘실거리는 인당수가 보이고, 남쪽에는 연봉바위가 보인다. 그리고 서쪽에는 심청을 태운 연꽃이 떠내려 와서 바닷가에 연밥을 떨어뜨렸는데, 그 연밥이 싹이 터서 지금도 연꽃이 핀다는 연화리가 보인다. 심청각은 이곳 주민은 물론, 이곳을 찾는 많은 관광객들에게 백령도가 심청전의 배경이 된 곳임을 알려주는 한편, 심청의 지극한 효성을 본받을 것을 일깨워 주고 있다.

## 양반에 대한 풍자
심청전에도 심청이의 아버지 심학규를 통해 양반에 대한 풍자와 조소가 담겨져 있다. 심청이의 아버지인 심학규는 왕조시대에 많은 비빈을 냈다는 혁혁한 문벌인 청송 심씨이다. 그런데 심학규는 봉사(맹인)로서 가정을 꾸릴 힘이 없어서 딸마저 팔려가고, 그 자신도 여자의 재가를 금하는 법을 무시하고 과부 뺑덕 어미를 얻어들인다.
뿐만 아니라 맹인 잔치에 참석하러 가는 동안 뺑덕 어미 조차 달아나고, 심봉사는 밥을 얻어 먹으며 비렁뱅이짓을 하고, 방아를 찧어주면서 음담패설을 하는 등 양반의 체신을 지키지 못한다. 이는 혼자서는 아무것도 할 수 없었으면서도 양반이라는 이름으로 권위적으로 행세하던 양반들에 대한 조롱과 희화화가 섞여 있는 부분이기도 하다.

## 같이 보기
- 심청가
- 인신공양